# Résolution 1324 du Conseil de sécurité des Nations unies
Membres permanents
- Chine
- États-Unis
- France
- Royaume-Uni
- Russie

Membres non permanents
- Argentine
- Bangladesh
- Canada
- Jamaïque
- Malaisie
- Mali
- Namibie
- Pays-Bas
- Tunisie
- Ukraine

Résolution no 1323 Résolution no 1325
La Résolution 1324 du Conseil de sécurité des Nations unies fut adoptée à l'unanimité le 30 octobre 2000. Après avoir rappelé les résolutions précédentes sur le Sahara Occidental, le Conseil a prorogé le mandat de la Mission des Nations unies pour l'organisation d'un référendum au Sahara occidental (MINURSO) jusqu'au 28 février 2001.
Le Conseil de sécurité a salué les efforts de James Baker (envoyé personnel du Secrétaire général) et de la MINURSO pour mettre en œuvre le plan de règlement du conflit et les accords adoptés par le Maroc et le Front Polisario afin d'organiser un référendum libre et équitable sur l'autodétermination du peuple du Sahara occidental. Dans le même temps, il a noté que des différences fondamentales entre les parties subsistaient.
Le mandat de la MINURSO a été prorogé afin de résoudre les points de désaccord et de trouver une solution mutuellement acceptable. Le Secrétaire général Kofi Annan a été prié de fournir une évaluation de la situation avant la fin du mandat de la MINURSO le 28 février 2001.